# 1596 en santé et médecine
| Années de la santé et de la médecine : 1593 - 1594 - 1595 - 1596 - 1597 - 1598 - 1599    |
| Décennies de la santé et de la médecine : 1560 - 1570 - 1580 - 1590 - 1600 - 1610 - 1620 |

Cet article présente les faits marquants de l'année 1596 en santé et médecine.

## Événements
- À Saragosse, capitale du royaume d'Aragon en Espagne, est construite, à côté du cimetière de l'hôpital Notre-Dame de Grâce, une Casa anatomia, deuxième théâtre anatomique permanent connu, après celui de l'université de Padoue édifié deux ans plus tôt, en 1594[1].

## Publications
- Orazio Guarguanti (it) (1554-1611[2]) publie son essai « Sur la thériaque[3] ».
- Parution posthume du Bencao gangmu ou « Compendium de matière médicale », du médecin chinois Li Shizhen (1518-1593[4]).

## Naissances
- 1594 ou 1596 : Marin Cureau de La Chambre (mort en 1669), médecin et philosophe français[5],[6].

## Décès
- Jean Liébault (né en 1535), médecin et agronome français[7].
- Anna Wecker (née à une date inconnue), épouse et collaboratrice du médecin Johann Jakob Wecker, de l'Antidotarium speciale duquel elle publie, en 1588, une édition posthume, et autrice d'un livre de cuisine (Ein köstlich new Kochbuch[8]) où la diététique tient une place essentielle[9].
- 1594 ou 1596 : Claude Aubery (né vers 1545), médecin et philosophe français[10],[11].